# Soechoemse militaire weg

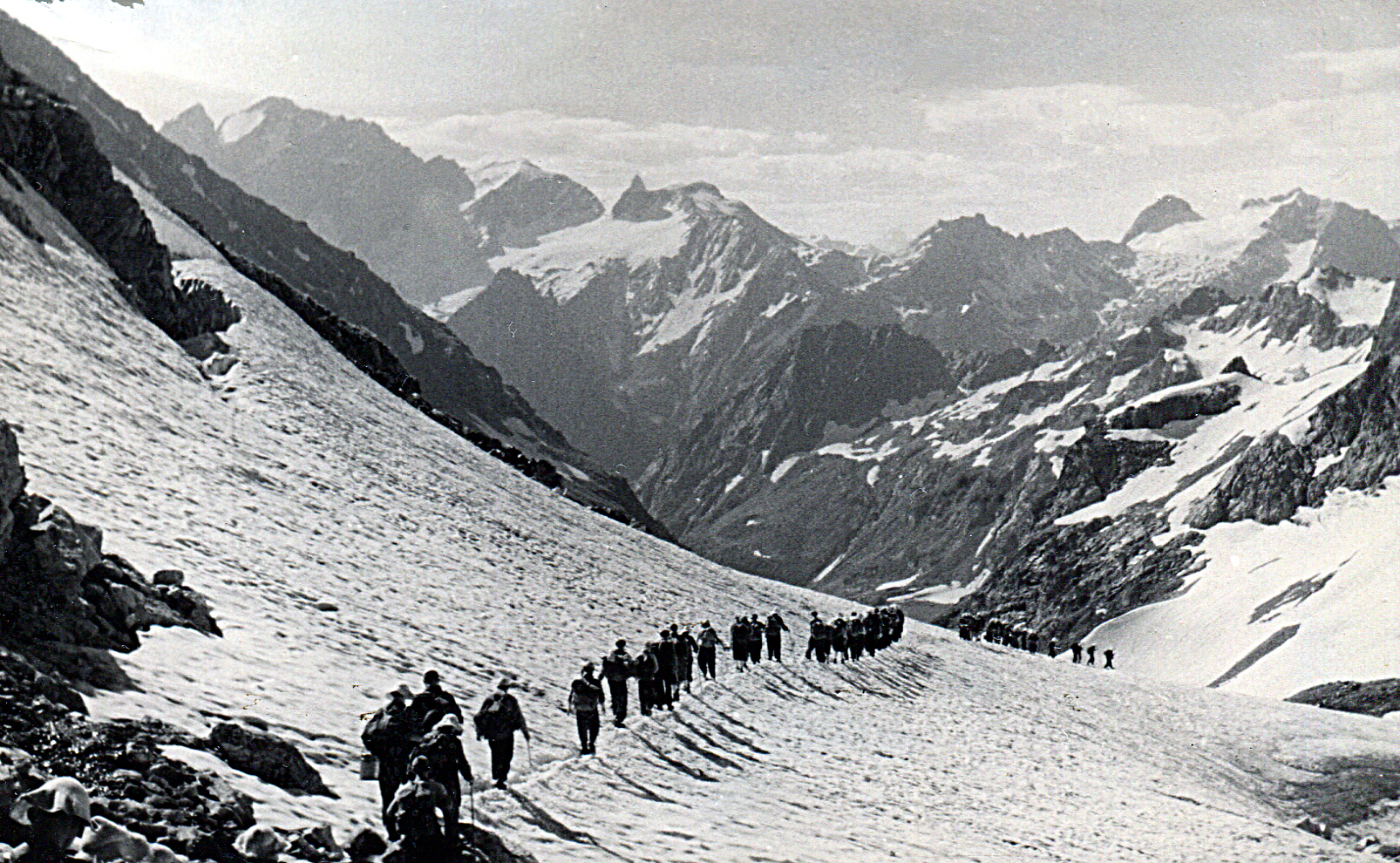
Zijn maximale hoogte, 2781 meter, bereikt de weg op de bergkam van de Kaukasus

De Soechoemse militaire weg (Russisch: Военно-Сухумская дорога, [Vojenno-Soegoemskaja doroga]) werd eind 19de eeuw gebouwd in tsaristisch Rusland en verbond Tsjerkessk (in Karatsjaj-Tsjerkessië) en Soechoemi (in Abchazië). Tegenwoordig is het deel tot Dombai in gebruik: op de oude weg ligt thans de A 155. Het pittoreske deel van de verbinding dat de Kaukasus passeert is voor vervoer in onbruik geraakt, maar het is als bergpad te bewandelen.

## Geschiedenis
De pasweg zelf bestaat al eeuwen als pad, en is waarschijnlijk gebruikt door Arabieren die Alanië – het gebied ten noorden van de Kaukasus – binnenvielen. Deze route staat al afgebeeld op een Venetiaanse kaart uit de veertiende eeuw.
Het plan om het pad tot een weg uit te bouwen werd geboren in de jaren 1850, in de jaren 1890 ontstond zelfs het idee om een spoorverbinding aan te leggen. Geologisch onderzoek langs de weg werd in 1895 uitgevoerd Ivan Moesjketov. Het project werd gezien als tweetrapsraket: de aanleg van de weg was met name een tussenstap naar de bouw van de spoorlijn.
De aanleg van de weg tussen Tjerkessk – destijds Batalpashinsk geheten – en Soechoemi begon in 1894 en in 1903 kwam deze gereed. Tijdens de Russische Burgeroorlog werd er door de verschillende partijen gevochten om deze weg. In de Tweede Wereldoorlog werden de weg en enkele kilometers van de aan de zuidkant gelegen Kodorivallei gedurende enige dagen veroverd door de Duitsers. Na de Tweede Wereldoorlog raakte de weg in onbruik, maar hij bleef bekend als toeristische route.
Naast de alpiene omgeving staan enige monumenten in de valleien in Abchazië ook bekend als het bezoeken waard.